# لاتخ
لاتخ أو لايتيخ (بالإنجليزية: LaTeX)‏؛ هو نظام لإعداد المستندات لتصفيف المحارف بجودة عالية، ينسق الاسم في الشكل {\displaystyle \mathrm {L\!\!^{{}_{\scriptstyle A}}\!\!\!\!\!\;\;T\!_{\displaystyle E}\!X} }. يشيع استخدامه في كتابة المستندات التقنية والعلمية (المتوسطة إلى كبيرة), ولكن يمكن استخدام اللاتخ لكتابة أي شكل من أشكال المنشورات. عند الكتابة باللاتخ، فإن الكاتب يُدخِلُ نصاً بسيطاً على عكس ما يوجد في محررات النصوص اللتي تستخدم مبدأ «ما تراه هو ما تحصل عليه» مثل مايكروسوفت وورد وليبر أوفيس رايتر. يشيع استخدام اللاتخ في أواسط الرياضياتيين، والعلماء، والفلاسفة، والمهندسين، والأكاديميين وفي العالم التجاري.

## نظام تصفيف المحارف
لاتخ ليس بمحرر نصوص، لاتخ يفصل بين عملية تصميم المستند وبين كتابته؛ فالمستندات تصمم بشكل مسبق على يد المحترفين في التصميم ويبقى على الكاتب التركيز على مضمون النص بدلا من شكله، فبتحديد نوع المستند (نقال، خطاب الخ) يختار لاتخ التنسيق المناسب.
بني لاتخ على فكرة أن على المؤلفين التركيز في مضمون ما يكتبون، بدون تشتيتهم بالعرض البصري للمعلومة.

مثال على مستند مكتوب بلاتخ:
```
\documentclass
[12pt]
{
article
}

\title
{
\LaTeX
}

\date
{}

\begin
{
document
}

  
\maketitle
 
\LaTeX
{}
 is a document preparation system for the 
\TeX
{}

  typesetting program. It offers programmable desktop publishing
  features and extensive facilities for automating most aspects of
  typesetting and desktop publishing, including numbering and
  cross-referencing, tables and figures, page layout, bibliographies,
  and much more. 
\LaTeX
{}
 was originally written in 1984 by Leslie
  Lamport and has become the dominant method for using 
\TeX
; few
  people write in plain 
\TeX
{}
 anymore. The current version is
  
\LaTeXe
.
  
\newline

  
% This is a comment, it is not shown in the final output.

  
% The following shows a little of the typesetting power of LaTeX

  
\begin
{
eqnarray
}

    E 
&
=
&
 mc
^
2                              
\\

    m 
&
=
&
 
\frac
{
m
_
0
}{
\sqrt
{
1-
\frac
{
v
^
2
}{
c
^
2
}}}

  
\end
{
eqnarray
}

\end
{
document
}

```

ويفترض أن ينتج خرْجا كهذا:

## تاريخ اللاتيك
صُنع اللاتخ في بداية الثمانينات (1980-1989م) بواسطة ليسلي لامبورت عندما كان يعمل في معهد ستانفورد للأبحاث. ليسلي برمج إختصارات بلغة التخ لاستخدامه الشخصي، ثم فكر أنه بقليل من الجهد سيتمكن من عمل حزمة صالحة للاستخدام من قبل الأخرين. بيتر جوردن-محرر يعمل عند دار النشر أديسون ويزلي (بالإنجليزية: Addison-Wesley)‏- أقنع ليسلي بكتابة دليل إرشاد لاستخدام لاتخ في النشر، صدر الدليل في عام 1986م وبيعت مئات ألاف النسخ من الدليل. أطلق ليسلي عدة نسخ من لاتخ وأخرها كانت النسخة رقم 2.9 (بالإنجليزية: LATEX 2.09)‏. في عام 1991م، وافق لامبورت على تسليم مهمة تطوير وصيانة مشروع اللاتخ لفرانك ميتلباخ. بالتعاون مع كريس راولي وراينر شوف، أطلق ميتلباخ النسخة الثانية من لاتخ (بالإنجليزية: LaTeX2e)‏, وتم بدأ العمل على النسخة الثالثه من لاتخ (بالإنجليزية: LaTeX3)‏. في نهاية العام 2020م، ذكر ميلتباخ في لقاء جماعة مستخدمي تخ السنوي أنه لن يكون هناك نسخة ثالثة من لاتخ، بل سيكون تطوير لاتخ تدريجي.

## وصلات خارجية
- لاتخ على موقع Open Hub (الإنجليزية)
- لاتخ على موقع Free Software Directory (الإنجليزية)
- الموقع الرسمي